# ニコラス・ディンスモア
ニコラス・ディンスモア（Nicholas Dinsmore、1975年12月17日 - ）は、アメリカ合衆国のプロレスラー。インディアナ州ジェファーソンビル出身。
WWEでのリングネームはユージン（Eugene）。WWEが「Eugene」の商標権を保持しているためインディー団体では「U-Gene」表記にしている。

## 来歴
WWFの傘下団体であるOVWにてミスターレスリングのギミックでその名に恥じないリングワークでOVWヘビー級王座を9回獲得。また、ロブ・コンウェイとのタッグチームであるロード・オブ・ザ・リングでOVW南部タッグ王座を11回獲得。
2003年にWWEに昇格し、PPVであるヴェンジェンスにてドインク・ザ・クラウンとして登場したが、自身のデビューはしばらく先となる。
2004年にディンスモア自身のアイデアで生まれたユージンという知的障害ギミックでデビュー。エリック・ビショフの甥という設定であり、知的障害ながらもレスリング技術は天才的。ビショフに教育係兼コーチを任されたウィリアム・リーガルも舌を巻くほどの技術で、一度見た昔の有名レスラーの必殺技もリングで出してしまう程であった。一方ビショフはユージンの存在を良くは思っておらず、トリプルHが率いるヒールユニットエボリューションと組んで始末しようとするがユージンの奔放な行動にかき回されなかなか計画通りに行かず、結局エボリューションの怒りを買って襲撃されてしまう。
エボリューションとの抗争以降はリーガルと組んで世界タッグ王座を獲得した。
2005年のニュー・イヤーズ・レボリューションの試合中に怪我をし、一時WWEを離脱する。しかし人気レスラーであるため、レッスルマニアのプロモCMへの出演、および怪我が完治する前にレッスルマニア21への登場を果たす。レッスルマニア21ではモハメド・ハッサンに襲撃され、ハルク・ホーガン登場のきっかけをつくった。
怪我から復帰した後はRAWに移籍してきたカート・アングルと金メダルを賭けて抗争した。
2005年11月、ヨーロッパ遠征中に鎮痛剤の副作用により緊急入院。その後の欠場期間中にそのままWWEとの契約が切れてしまうのではとの噂もあったが、2006年ロイヤルランブルで電撃復帰した。
2006年に入ってからは、ジム・ドゥガンと多くタッグを組んでいた。またビンスとD-Generation Xの抗争時は、D-Generation Xの行いを喜んでいる所を見つかってビンスの怒りを買い、黄緑色のペンキをかけられてしまった。そのためその後しばらくはコスチュームにはペンキが付いたままになっていた。
2007年のレッスルマニア23前にはビンス・マクマホンに飲み物をかけてしまい、バトル・オブ・ビリオネアーズに向けた見せしめに丸坊主にされてしまった。6月のWWEドラフトによってスマックダウンへと移籍したが
9月1日にWWEを解雇された。OVWに戻って9回目のヘビー級王座を戴冠した後は、活躍の場をインディー団体に移行。
2009年7月にWWEと再契約する。契約後は主にハウスショーで試合を行い、8月10日のRAWで再契約後初めてテレビ出演する。WWEとの契約（アングル上）を懸けたポール・マッチでカルガリー・キッド（覆面をしたザ・ミズ）に敗れ、試合後もミズに暴行を受ける。8月14日にはWWEから再解雇となった。
2010年から再び各インディー団体で活動するようになり、4月24日にはTAJIRIが旗揚げした団体であるSMASH2に参戦が決まり来日。TAJIRIとセミファイナルで対戦し、敗戦。また古巣であるOVWではニック・ディンスモアとしてトレーナー兼任で復帰し、2011年に自己最高である10度目のOVWヘビー級王座を戴冠した。
2013年9月、WWEにて新設された新人育成施設であるWWEパフォーマンスセンターのトレーナーとして契約したことが発表されたが2014年10月にWWEを解雇された

## 得意技
ニック・ディンスモア
- ブリッジング・ジャーマンスープレックス
- カッター
- ランニング・パワースラム

ユージン
前述の通りユージンというギミック上では天才的なレスリング技術を持つためにユージンは過去の名レスラーの必殺技を真似て繰り出せるという設定になっている。以下はユージンがWWEの試合で出したものの一部である。
- ロック・ボトム（ザ・ロック）
- ピープルズ・エルボー（ザ・ロック）
- ストーン・コールド・スタナー（ストーン・コールド・スティーブ・オースチン）
- ランニング・レッグ・ドロップ（ハルク・ホーガン）
- ペディグリー（トリプルH）

またこの他に「相手に向かって尻を振る」、「尻に噛み付く」、「四つんばいになった相手の背に乗って、お馬さんごっこをする」等、挑発的な行動をとる。

## 獲得タイトル
OVW
- OVWヘビー級王座 : 10回
- OVW南部タッグ王座 : 11回（w / ロブ・コンウェイ×10、フラッシュ・フラナガン×1）

WWE
- 世界タッグ王座 : 1回（w / ウィリアム・リーガル）

HWA
- HWAヘビー級王座 : 1回

MCW
- MCWタッグ王座 : 1回（w / ロブ・コンウェイ）